# Vratička měsíční
Vratička měsíční (Botrychium lunaria) je malá nenápadná kapradina s jediným listem, která patří do čeledi hadilkovité (Ophioglossaceae). Vyskytuje se na suchých pastvinách, travnatých stráních, častěji na vápnitých půdách.

## Popis
Vratička měsíční je vytrvalá bylina s krátkým podzemním stonkem. Nese dlouze řapíkatý list, který je rozdělený na sterilní a fertilní část. Sterilní část listu (připomíná list) je přisedlá, a má úkrojky ledvinité až kosodélníkovité, celokrajné až laločnaté, bez střední žilky. Fertilní část (připomíná lodyhu) je zpeřeně členěná. List je většinou jeden, vzácně až čtyři.

## Rozšíření a stanoviště
Druh se nachází na všech kontinentech s výjimkou Antarktidy od mírného pásu až po polární kruh.
V České republice se vyskytuje bez výrazných preferencí, roztroušeně po celém území od planárního po subalpínský stupeň, poměrně hojně např. v Jeseníkách a naopak v Beskydech extrémně vzácně. Roste na suchých až vlhkých loukách, travnatých stráních, častěji na vápnitých půdách.

## Ohrožení a ochrana
I přes značné geografické rozšíření je vratička měsíční hodnocena jako silně ohrožený druh české květeny , a je chráněna zákonem v kategorii ohrožených druhů . Zákonné ochraně podléhá i v Německu, Polsku a na Ukrajině.